# Gurguèn d'Ibèria
Gurguèn d'Ibèria (en georgià : გურგენ) a vegades anomenat Gurguèn I d'Ibèria (però que es pot confondre amb Guaram-Gurguèn I) i a vegades Gurguèn II d'Ibèria o Gurguèn III d'Ibèria, també conegut com a Gurguèn I de l'Alt Tao o Gurguèn I d'Artanudji o d'Artani, fou un príncep georgià del final del segle ix. Descendent del llinatge dels bagràtides, va accedir al tron d'Ibèria durant una crisi dinàstica i va agafar els títols de « príncep-primat » i de « curopalata ». Gràcies a un gran treball diplomàtic, Gurguèn va aconseguir aliar-se de manera efímera amb l'Imperi Romà d'Orient i Armènia, abans de trobar-se al mig d'un conflicte civil entre prínceps que li va costar la vida, posant així final al principat d'Ibèria.

## Biografia

### Orígens i començaments
Gurguèn Bagrationi havia nascut probablement abans del 861. Era el major dels tres fils del príncep Adarnases Bagrationi, príncep d'Artanudji, i de la seva esposa, Beril·la, filla de Bagrat de Xaorètia. Fou batejat pel cèlebre frare Gregori de Khandzta; va perdre el seu germà petit Asoci Cecela el 867. Res no és doncs conegut sobre la seva vida fins al 867, data en la qual el seu pare Adarnases li va deixar en herència l'Alt Tao amb el títol de duc i per residència, Calmakhi.

### La lluita pel poder

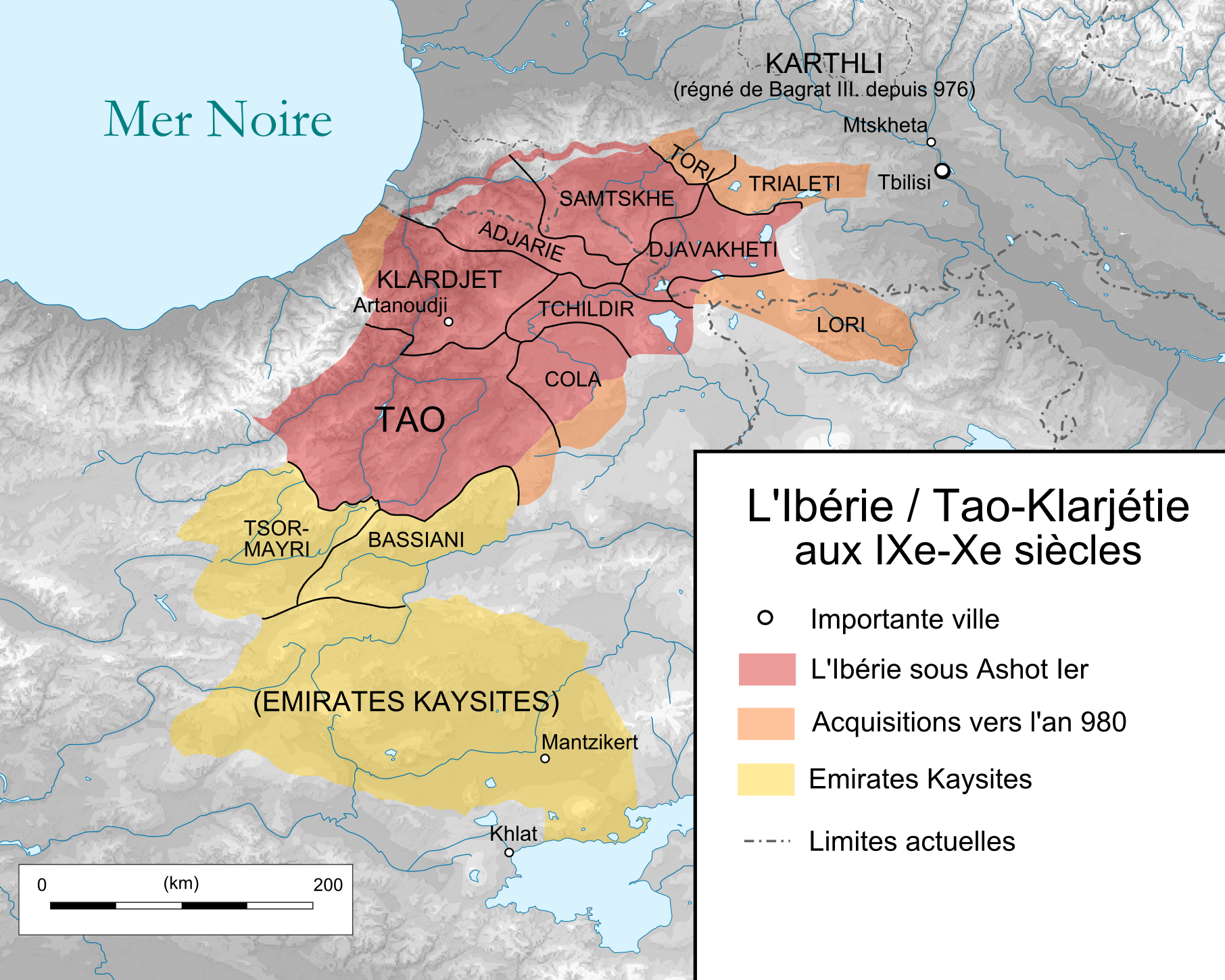
Principautés de Ibérie als IXe ‑ Xe segles

El 881, un esdeveniment va canviar bruscament la història d'Ibèrie. El príncep Narses d'Ibèria Gouaramisdze va matar amb l'ajuda de Gurguèn el príncep-primat David I d'Ibèria amb l'objectiu de prendre el poder. Tanmateix, el partit lleialista georgià, dirigit pel comte Liparit Orbeliani i sostingut pel príncep dels prínceps d'Armènia Asoci I el Gran, es va revoltar contra Narses i va posar al tron al fill de David, Adarnases IV d'Ibèria. A continuació d'aquestes complicacions, Narses es va veure obligat de refugiar-se a Constantinoble, mentre que Gurguèn, que havia quedat a Geòrgia, va rebre el títol de príncep-primat i fou confirmat en el tron per l'Imperi Romà d'Orient en raó de la minoria d'edat d'Adarnases IV.
Gurguèn, d'ara endavant príncep-primat d'Ibèria i curopalata, es va ocupar de fer una política de reunificació nacional. Amb aquest objectiu es va aliar amb el partit lleialista georgià i amb Armènia, el que va deteriorar les seves relacions amb l'Imperi Romà d'Orient i el regne veí d'Abkhàzia. El 885, Narses, desproveït de suport a Ibèria però ajudat pels romans d'Orient, va sortir de Constantinoble cap a Abkhàzia on fou acollit pel seu cunyat el rei Bagrat I d'Abkhàzia. Aquest últim proporciona al rebel nombrosos auxiliars i Narses va marxar a reconquerir el tron al Samtskhé, on rep una nova ajuda del príncep dels ossets Bagatar. El jove Adarnases IV que pretenia el tron i s'havia aliat amb Gurguèn, va marxar a la zona per defensar-se. Els tres homes es van trobar el 888 i les tropes lleialistes, no obstant ser inferiors en nombre a les dels abkhazis, van vèncer l'enemic i van capturar a Narses, que fou executat a Aspindza.

### Nova guerra civil i mort

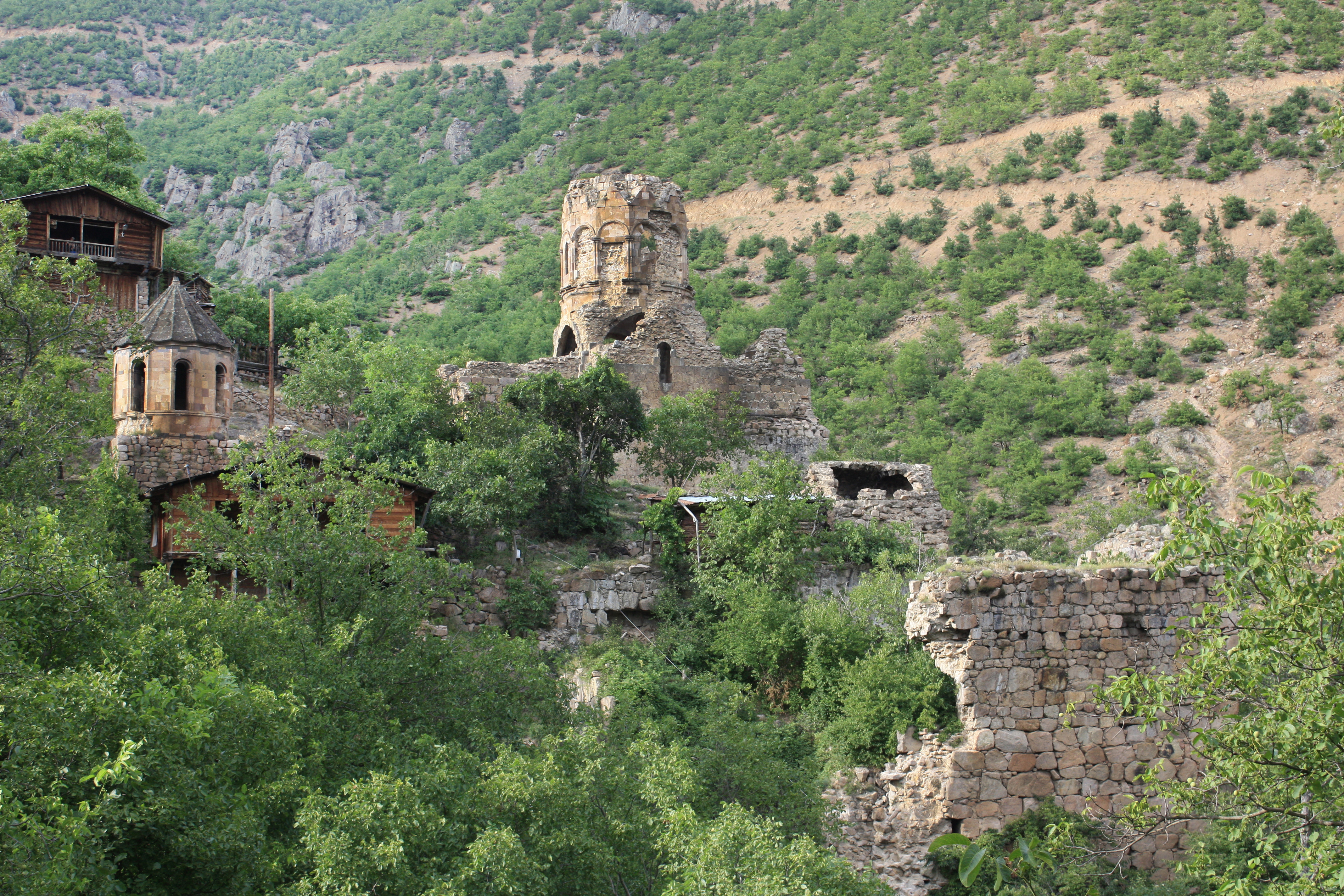
La catedral de Khandzta, on Gourguen fou enterrat

A continuació d'aquesta victòria, els kartvels (els georgians centrals) van nomenar a Adarnases IV com a rei, títol que li fou reconegut pel rei d'Armènia el 899. Gurguèn, que havia rebut una part dels territoris de Narses, s'establí com a príncep d'Artani i de Txavxètia, tot conservant la seva distinció de Príncep-Primat.
Al fil dels anys, les tensions entre el rei Adarnases IV i el príncep-primat Gurguèn (que havia igualment conservat el títol de curopalata) augmentaren. La noblesa georgiana es va dividir de nou entre legitimistes i favorables a Gurguèn, mentre que el influent príncep de Artanoudji-Calarzène, Bagrat I d'Artanudji Sumbatisdze que era el mateix nebot de Gurguèn, va reforçar les tropes dels lleialistes. El 891, una batalla esclata entre els dos partits i Gurguèn fou derrotat a Mglinavi. Capturat, va morir de les seves ferides un temps més tard. Del seu testament se sap que fou enterrat a la catedral de Khandzta (avui a Turquia), que ell mateix havia restaurat.

## Família
Segons Cyril Toumanoff, Gurguèn d'Ibèria era probablement casat amb una filla del príncep dels prínceps armeni Simbaci VIII Bagratuní (826-862), del qual dues altres filles eren ja casades a Geòrgia. La parella va tenir dos fills:
- Adarnases III d'Artanudji (VII Bagrationi) (mort l'any 896), eristavi dels eristavis ;
- Asoci d'Artanudji o Asoci II d'Artani Bagrationi (mort l'any 918), eristavi dels eristavis, de malnom « Koukh ».